# Игумнов, Игорь Яковлевич
Игорь Яковлевич Игумнов (29 марта 1924, Ленинград, СССР) — советский футболист, защитник. Заслуженный тренер СССР (волейбол).
Воспитанник ленинградского футбола. С ноября 1947 — в составе «Зенита». В 1948 году провёл один матч — 21 сентября в гостевой игре против московских «Крыльев Советов» (0:3) вышел после перерыва. В 1949 году сыграл 17 матчей. Больше за команду не играл и был отчислен в декабре 1952.
Во время Великой Отечественной войны воевал на Ленинградском фронте.
Окончил школу тренеров при ГОЛИФК имени П. Ф. Лесгафта (1947), сам ГОЛИФК. В юношеских командах тренировал Вячеслава Платонова.